# Коршево (Воронезька область)
Коршево (рос. Коршево) — село у Бобровському районі Воронезької області Російської Федерації.
Населення становить 1997 осіб. Входить до складу муніципального утворення Коршевське сільське поселення.

## Історія
Населений пункт розташований у межах українського історико-культурного регіону Східної Слобожанщини. Від 1928 року належить до Бобровського району, спочатку в складі Центрально-Чорноземної області, а від 1934 року — Воронезької області.
Згідно із законом від 15 жовтня 2004 року входить до складу муніципального утворення Коршевське сільське поселення.

## Населення
| 2000  | 2005  | 2010  | 2012  | 2013  | 2014  | 2015  |
| ----- | ----- | ----- | ----- | ----- | ----- | ----- |
| 2215  | ↘2181 | ↘2004 | ↘1977 | ↘1917 | ↘1835 | ↗1898 |
| 2016  | 2017  | 2018  |       |       |       |       |
| ↗1989 | ↗2021 | ↘1997 |       |       |       |       |

## Люди
В селі народився Логвин Іван Дмитрович (1923—1996) — український живописець.